# 목골려
목골려(木骨閭, 277 이전~?)는 동호(東胡) 사람으로, 유연(柔然)의 통치자 욱구려씨(郁久閭氏)의 시조이다.

## 생애
탁발부(拓跋部) 수령 탁발력미(拓跋力微) 통치 말년, 선비(鮮卑)의 약탈 기병이 한 노예를 획득하였는데, 머리카락은 눈썹까지 내려왔으며 자기 원래 이름을 잊었으나 주인이 그에게 ‘목골려’라는 이름을 주었다. 목골려는 ‘대머리’라는 뜻이었다. ‘목골려’와 ‘욱구려’는 발음이 비슷하기에, 그의 후대 자손은 ‘욱구려’를 씨족의 이름으로 삼았다. 목골려는 자란 후 신체가 강건하여 노예 신분에서 면제되었으며 기병이 되었다. 후에 탁발의로(拓跋猗盧, 약295~316)가 탁발부를 통치할 시기, 목골려는 기한이 늦어져서 참형을 선고받자, 도망가서 광대한 사막의 계곡 사이에 숨었으며, 100여 명의 도망 범죄자들을 모아 흘돌린부(紇突隣部)에 의부하였다. 목골려 사후, 아들 거록회(車鹿會)는 강건하고 힘이 있어, 부를 거느리고 스스로 '유연'이라 칭하며 북위(北魏)에 예속하고 북위의 관료의 파견을 받았다.

## 연구
현대 학술 연구가 목골려 이야기의 진실성에 회의를 표하였지만, 일부에서는 북방 유목민족의 천한 태생과 야만성은 중국 사학자들이 지어낸 것이라고 본다. 혹은 목골려 이야기는 탁발선비 내부에서 전래되어 온 유연이 성공한 이야기에 관한 전설을 반영하는 것이라고 한다.
유연 왕족 후예 욱구려가파두(郁久閭可婆頭)의 묘지명에는 선조가 '막용가한(莫容可汗)'이라고 자칭하였으며, 섬서사범대학(陝西師範大學) 역사문화학원(歷史文化學院) 이종준(李宗俊) 교수는 '막용(莫容)'은 '모용(慕容)'이며 유연은 선비에서 나왔으며 욱구려씨는 선비 모용씨(慕容氏)에서 나왔다고 주장하였다. 이종준은 '모용(慕容)'은 '모욱(慕郁)'으로 '木骨郁'을 잘못 읽은 것이며, 모용씨의 두 조상 막호발(莫護跋)과 목연(木延)과 목골려는 사실 모두 'mo'나 'mu'를 성(姓)으로 삼았으며, 혹은 'murong', 'muyu'를 'mo'나 'mu'로 줄여 성씨로 삼았다는 것이다. 그러나 '莫', '木', '慕' 모두 초기 한화 과정 중에 다르게 한역된 것이지만 후에 일괄적으로 '慕容'이 되었다고 본다.

## 같이 보기
- 욱구려사륜
- 탁발역미
- 탁발씨
- 선비족